# Der Kommandant (Ingeborg Bachmann)
Der Kommandant ist eine Erzählung von Ingeborg Bachmann. Der kurze Text ist vermutlich der Anfang des 1947 bis 1951 entstandenen Romans Stadt ohne Namen. Das Romanmanuskript, von etlichen Verlagen seinerzeit abgelehnt, gilt als verschollen.

## Inhalt

### Handlung
Auf dem Weg zur Bahnstation kehrt S. zweimal um. Jedes Mal hat er in seiner spartanisch eingerichteten Wohnung irgendwelches Ausweispapier vergessen. Nach dem dritten Aufbruch fehlen ihm wieder die Dokumente. Auf dem Fußmarsch zur Kommandantur passiert er den Posten 13, erschleicht das Vertrauen der Besatzung, wird ohne Ausweis durchgelassen und es scheint, er marschiere auf einmal an der Spitze einer größeren uniformierten Truppe.
In der Kommandantur wird S. von einem der auf ihn wartenden Militärs mit der Anrede „Mein Kommandant“ willkommen geheißen.
Gleich bei Dienstantritt wird S. mit einem Disziplinarverfahren behelligt. Die Wachmannschaft auf Posten 13 hat den „Hauptschuldtragenden“ nicht am Weitermarsch gehindert. S. beteiligt sich am Verhör der Wachtposten. Der Trupp ist geständig und erwartet seine Aburteilung. S. will alles tun, um den „Hauptschuldigen“ in seinem Spiegelsaal zu identifizieren.
Das oben genannte Verhör fand bereits in jenem Spiegelsaal der Kommandantur statt. Die Spiegel in seinem Arbeitszimmer machen den Kommandanten rasend. Er lässt alle Spiegel entfernen. Jeder Spiegel zerbricht bei der Aktion. Auf seiner Flucht aus der Kommandantur muss S. abermals den neu besetzten Posten 13 passieren. Ohne Papiere ist nur die Rückkehr zur Kommandantur möglich. Auf dem Rückweg führt S. zum zweiten Male eine Marschkompanie an. In der Kommandantur wird er erneut von den Untergebenen erwartet und als „Mein Kommandant“ begrüßt. S. gibt den ergeben Wartenden das erste Kommando.

## Rezeption
Schneider empfindet die kleine Erzählung als „gleichnishaft-kafkaesk“. Bartsch wird an Orwells 1984 erinnert. Durch das Überwinden einer Grenze wolle S. frei werden, lande jedoch in einem totalitären Überwachungsstaat.
In einer Merkmalanalyse weist Steinhoff einen „Alptraum ohne Erwachen“ nach. Traum-Charakteristika seien die zyklische Zeitstruktur mit all ihren – schon in der Kurzbeschreibung oben anklingenden – Wiederholungen, die Lähmung des Protagonisten bis zur Handlungsunfähigkeit, seine Vergesslichkeit und die Absurditäten. Zum Beispiel werde ein Dahergelaufener zum Kommandanten erkoren und ermittele gleich gegen sich selbst. Letzteres Kuriosum kennt Steinhoff aus Sophokles’ König Ödipus und aus Kleists Der zerbrochne Krug. Die „Selbstungewißheit“ und die „Seinsungewißheit“ des S. betreffend findet Steinhoff Parallelen zum „Landarzt“. Wenige Jahre nach dem Krieg verfasst, sei der Text eine Mahnung wider das Vergessen.

### Textausgaben
Erstveröffentlichung und verwendete Ausgabe
- Der Kommandant. Ein Fragment aus dem frühen Roman ›Stadt ohne Namen‹. S. 28–37 in: Christine Koschel (Hrsg.), Inge von Weidenbaum (Hrsg.), Clemens Münster (Hrsg.): Ingeborg Bachmann. Werke. Zweiter Band: Erzählungen. Piper, München 1978 (5. Aufl. 1993), Band 1702 der Serie Piper, ISBN 3-492-11702-3

### Sekundärliteratur
- Kurt Bartsch: Ingeborg Bachmann. Metzler, Stuttgart 1997 (2. Aufl., Sammlung Metzler. Band 242). ISBN 3-476-12242-5
- Monika Albrecht (Hrsg.), Dirk Göttsche (Hrsg.): Bachmann-Handbuch. Leben – Werk – Wirkung. Metzler, Stuttgart 2002. ISBN 3-476-01810-5
- Christine Steinhoff: Ingeborg Bachmanns Poetologie des Traumes. Königshausen & Neumann, Würzburg 2008. ISBN 978-3-8260-3862-4, S. 33–53